# Ксенія Стриж
Ксенія Стриж (справжнє ім'я Ксенія Юріївна Волинцева; нар.. 4 січня 1967, Москва, Російська РФСР, СРСР) — радянська і російська актриса театру і кіно, радіо-і телеведуча, діджей.

## Біографія
Народилася 4 січня 1967 року в Москві в сім'ї актора театру і кіно Юрія Віталійовича Волинцева.
У 1988 році закінчила акторський факультет Щукінського училища (курс Алли Казанської). Навчалася разом з Шоуменом Олексієм Лисенковим, Яною Поплавською, Юлією Рутберг, Лідією Вележевою, Іриною Климовою, Ольгою Семеновою. Деякий час грала в спектаклях місцевого театру .
Пізніше навчалася на відділенні телебачення і радіомовлення факультету журналістики МДУ ім. М. В. Ломоносова.

### радіо
Вела музичні програми і була діджеєм на радіостанціях «Європа плюс» (1990—1997), «Класика» (1997—2000), «Радіо Шансон» (2000—2003) та ін.
З 2003 року вела на «Авторадіо» вечірнє шоу «ДК».
З 2014 року вела шоу «Одного разу Увечері з Ксенією Стриж» на радіо «Весна FM».
З 2018 року веде шоу «Стриж-Тайм» на «Радіо Шансон».

### Телебачення
Працювала телеведучою передач:
- «50х50»,
- «У Ксюши»,
- «Стриж та інші» (ТНТ, 1998—2000)[4],
- «Нічне рандеву» (ТВ Центр / РТР, 1999)[5];
- з 2001 по 2003 рік — один з постійних радіоекспертів у програмі «Земля-повітря» на ТВ-6 і ТВС[5] ;
- «Ранок-7» (LTV-7, Латвія);
- з 2007 по 2008 рік — ведуча передачі «На добраніч» на «Першому каналі»[6];
- в 2008 році — «Як знайти чоловіка?» на каналі «Росія»[7][8].
- Була ведучою на телевізійному каналі «Ля-Мінор»[9]. Після скандалу, пов'язаного з тим, що вона з'явилася в ефірі п'яна і сміялася над зубами свого гостя Олександра Солодухи, з'явилася інформація про її звільнення[10], проте Ксенія знову продовжувала працювати на каналі, аж до кінця 2013 року.
- З 2018 року — одна з ведучих розмовної програми «Народжені в СРСР» на телеканалі «Ностальгія».

#### Участь у передачах
Двічі брала участь в програмі «Вгадай мелодію» з Валдісом Пельшем, в 1995 році — в шоу «Кохання з першого погляду», в 2016 році — в передачі «На 10 років молодше».

### Вистави
- Моновистава «Погані нахили» за оповіданнями Ксенії Драгунської.

### YouTube
З червня 2020 року бере участь у телепередачах Стаса Садальського на його YouTube-каналі.

## Особисте життя
- У 18-річному віці Ксенія вийшла заміж за 24-річного Ігоря Мінаєва — початківця театрального режисера. Шлюб тривав недовго. Примітно, що у 30-річному віці Ігор постригся в ченці, отримавши ім'я Ісидор, і в 2004 році став настоятелем Коневского монастиря.
- Були відносини з актором Олексієм Зеленовим, радіорежисером радіостанції «Рокс» Іллею Котовим, музикантом групи «Крематорий» Максимом Гусельщиковим, з Андрієм Макаревичем[12][13].
- Останній чоловік — Андрій Сусік — директор по рекламі[14]

## Фільмографія
1. 1985 — Страховий агент — дівчина в метро
2. 1987 — Ляпас, якого не було —  Оля Наумова
3. 1990 — Цей фантастичний світ. Випуск 16. «Псіходінаміка чаклунства» —  Ебі
4. 2000 — Медики (серіал) —  дружина депутата  (1-ша серія)